# クロコダイルトロフィー
クロコダイルトロフィーは、オーストラリアの砂漠で繰り広げられる世界で最も過酷といわれるマウンテンバイクレース。
オーストラリア北東部1,400 - 1,700 kmを約10 - 13日かけて走破し、合計タイムを競う。1日の走行距離が約200 kmにもなることから世界最長のマウンテンバイクレースとも呼ばれる。世界各国からプロ、アマの参加者が集まるが、あまりにも過酷なため、優勝者はもちろん完走者全員の栄誉がたたえられる。
国際自転車連合の「ワールドイベント」の一つに位置付けられる。